# Frederick Gómez
Frederick Ronald Gómez (Oranjestad, 25 ottobre 1984) è un calciatore olandese, attaccante dell'RCA e della nazionale arubana.

## Carriera

### Nazionale
Nel 2002 ha esordito con la nazionale arubana.

## Statistiche

### Cronologia presenze e reti in nazionale
| Cronologia completa delle presenze e delle reti in nazionale ― Aruba | Cronologia completa delle presenze e delle reti in nazionale ― Aruba | Cronologia completa delle presenze e delle reti in nazionale ― Aruba | Cronologia completa delle presenze e delle reti in nazionale ― Aruba | Cronologia completa delle presenze e delle reti in nazionale ― Aruba | Cronologia completa delle presenze e delle reti in nazionale ― Aruba | Cronologia completa delle presenze e delle reti in nazionale ― Aruba | Cronologia completa delle presenze e delle reti in nazionale ― Aruba |
| Data                                                                 | Città                                                                | In casa                                                              | Risultato                                                            | Ospiti                                                               | Competizione                                                         | Reti                                                                 | Note                                                                 |
| -------------------------------------------------------------------- | -------------------------------------------------------------------- | -------------------------------------------------------------------- | -------------------------------------------------------------------- | -------------------------------------------------------------------- | -------------------------------------------------------------------- | -------------------------------------------------------------------- | -------------------------------------------------------------------- |
| 9-9-2018                                                             | Willemstad                                                           | Aruba                                                                | 3 – 1                                                                | Bermuda                                                              | CONCACAF Nations League 2019-2020 - Qualificazioni                   | 1                                                                    | 74’                                                                  |
| 16-11-2018                                                           | Willemstad                                                           | Aruba                                                                | 0 – 2                                                                | Montserrat                                                           | CONCACAF Nations League 2019-2020 - Qualificazioni                   | -                                                                    | 10’ 62’                                                              |
| 22-3-2019                                                            | North Sound                                                          | Saint Lucia                                                          | 3 – 2                                                                | Aruba                                                                | CONCACAF Nations League 2019-2020 - Qualificazioni                   | -                                                                    | 65’                                                                  |
| Totale                                                               |                                                                      | Presenze                                                             | 19                                                                   |                                                                      | Reti                                                                 | 6                                                                    |                                                                      |

## Palmarès

### Individuale
- Capocannoniere del campionato arubano: 2

2005-2006 (9 reti), 2018-2019 (8 reti)